# Luis Agustín Vicente
Luis Agustin Vicente, dit El Metralla (Llorca, 22 de gener de 1920) és un anarquista i guerriller antifranquista.
Vicente va començar la seva militància a Còrdova, on va participar en la revolució social espanyola de 1936. En 1939 va exiliar-se a França. En 1942 va tornar a l'Alt Llobregat per lluitar amb els maquis, però el 23 de setembre de 1946 fou avisat que se'l buscava per deserció i s'establí un temps Tarascon (Arieja)
En 1947 participà en diverses accions guerrilleres a Catalunya. El 27 de setembre va ser detingut juntament amb 11 companys a Molins de Rei, pels càrrecs de robatori i desencadenar l'explosió del polvorí de la fàbrica de ciment Sansón a Sant Feliu de Llobregat. Fou tancat al castell de Montjuïc, d'on aconseguí escapar-se prenent-li la pistola a un policia el 28 de setembre de 1952.
Aleshores marxà cap a França, on va romandre amb el nom fals de "Luis Ruiz Costa" i va contactar amb Josep Lluís i Facerias. Després marxà a Itàlia, on va treballar un temps a les mines de marbre de Carrara amb el nom de "Mario Miglia". Amb Josep Lluís i Facerias (conegut a Itàlia com "Alberto Di Luigi") i altres companys va atracar un banc a Gènova, aconseguint un botí de 4 milions de lires. Després atacaren un banc a Villanova Monferrato i aconseguiren un altre botí d'un milió i mig de lires.
El gener de 1957 fou arrestat a Itàlia, però aconseguí evadir-se i tornà a Espanya amb Facerias, juntament amb l'anarquista italià Gogliardo Fiaschi. Tots tres travessaren el territori en bicicleta fent-se passar per excursionistes. Se separà de "Face" a Sant Quirze de Besora. Aleshores es va establir a Sabadell, a casa d'Emilio Tena Gorriti. El 12 d'agost de 1957 la policia va irrompre a casa de Tena Gorriti. Intentà fugar-se llençant-se per la finestra del bany, però la policia havia rodejat la casa i fou capturat. Sotmès a tortura, van confessar que havien establert una cita amb Facerias a la porta del manicomi de la Santa Creu, avui parc Central de Nou Barris. Facerias moriria en una emboscada de la policia franquista el 30 d'agost de 1957. El 12 d'agost de 1958 fou condemnat pel Tribunal d'Ordre Públic a 21 anys i 4 mesos de presó.
Luis El Metralla fou alliberat el 1973. A començaments dels anys 1980 residia a Lorca.